# 岩手県道8号水沢米里線
岩手県道8号水沢米里線（いわてけんどう8ごう みずさわよねさとせん）は、岩手県奥州市水沢から奥州市江刺米里に至る県道（主要地方道）である。

## 概要
水沢と盛（大船渡市）を結ぶ「盛街道」の一部となっている。1989年（平成元年）以前は現在の終点付近から姥石峠を越えて、住田町世田米字子飼沢に至る主要地方道であった。しかし、国道397号種山バイパスの開通に伴ってこのバイパスとルートが重なり、県道は7kmほど延長が短くなった。

### 路線データ
- 実延長：29,058.5 m[2]
- 起点：奥州市水沢[3]（道下交差点・国道4号および県道226号交点）
- 終点：奥州市江刺米里[3]（国道397号交点）

## 歴史
- 1959年（昭和34年）3月31日 - 水沢江刺線、落合人首江刺線としてそれぞれ県道に認定される[4]。
- 1971年（昭和46年）6月26日 - 県道水沢江刺線及び県道子飼沢人首江刺線が、水沢人首住田線として建設省（現・国土交通省）から主要地方道の指定を受ける[5]。
- 1972年（昭和47年）3月17日 - 水沢人首住田線として県道に認定される[2]。
- 1993年（平成5年）5月11日 - 建設省により県道水沢人首住田線の一部が主要地方道水沢米里線に指定される[6]。

## 路線状況

### 重複区間
- 奥州市江刺杉ノ町 - 奥州市江刺大通り ： 国道456号・岩手県道14号一関北上線

## 地理

### 通過する自治体
- 奥州市

### 交差する道路
- 国道4号・岩手県道226号佐倉河真城線（道下交差点・奥州市水沢佐倉河字道下）
- 国道4号・水沢東バイパス（奥州市水沢佐倉河字根岸）
- 国道456号・千厩方面、岩手県道14号一関北上線・一関方面（杉の町交差点・奥州市江刺杉ノ町）
- 国道456号（岩手県道14号一関北上線重複）・北上方面（大通り交差点・奥州市江刺大通り）
- 岩手県道251号玉里水沢線（奥州市江刺玉里字柧ノ木谷地）
- 岩手県道179号玉里梁川線（奥州市江刺玉里字新田前）
- 岩手県道287号口内伊手線（奥州市江刺米里字立石）
- 岩手県道27号江刺東和線（奥州市江刺米里字荒町）
- 国道397号（奥州市江刺米里字古歌葉）